# Kurt Lewin Alapítvány
A Kurt Lewin Alapítvány egy független, magyar, közhasznú civil szervezet, mely 1995. február 16-án alakult. Partnereikkel való szoros együttműködésben hozzá kívánnak járulni a demokratikus társadalom megerősödéséhez, azon belül is a tolerancia növeléséhez és a sztereotípiákon alapuló gondolkodás visszaszorításához. A társadalmi párbeszéd kialakulását, a tolerancia növelését és az aktív állampolgári részvételhez szükséges ismeretek, illetve készségek terjesztését tartja legfőbb céljának.
Az alapítvány évek óta nem aktív. Főként a roma integrációs témában közreadott kutatási beszámolóiból több elérhető a szervezet korábbi kutatásvezetőjének weboldalán, a heragabor.hu címen.

## Céljaik
- növelni a társadalmi és állampolgári ismeretekhez való hozzájutás esélyét
- megelőzni a társadalmi együttélés során kialakuló csoportközi konfliktusok elmérgesedését
- növelni az állampolgárok társadalmi aktivitását.

Ugyanakkor nem céljuk
- az eseti érdekképviselet
- bárki kipellengérezése
- pártpolitikai célokat szolgáló akciókban való részvétel

## Központi értékeik
- a tolerancia
- a függetlenség
- a kritikai gondolkodás
- az önreflexió
- az innovativitás